# Raumo konvent

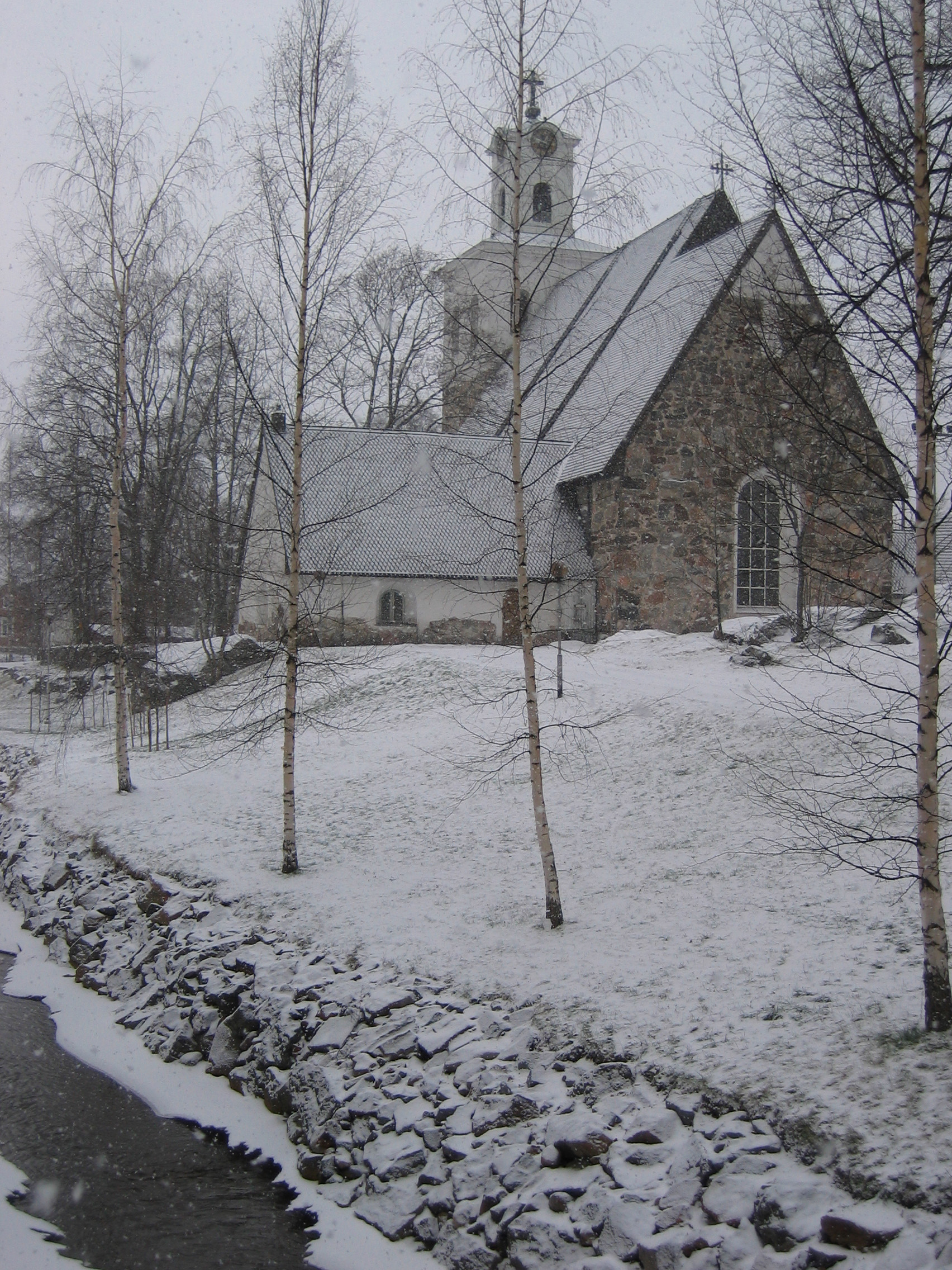
Konventskyrkan från 1400-talet är det enda som återstår av Raumo konvent. Kyrkans torn tillkom 1816 och byggdes av den tidigare stadskyrkans ruiner. Dagens kyrka har plats för 800 personer.

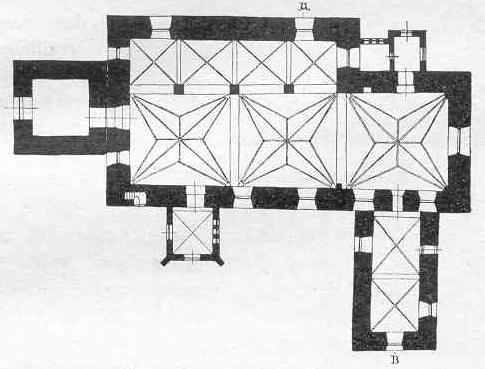
Plan av Raumos konventskyrka.

Raumo konvent (latin: Collegium Raumense) var ett franciskankonvent beläget i Raumo i landskapet Satakunda i västra Finland. Konventet existerade under senare delen av medeltiden, omnämnt första gången 1449.
Vid konventet bedrevs med stor sannolikt en blygsam schola canonica för noviser och korgossar. Det enda återstående minnet av detta konvent är stadens åldriga kyrka av gråstensblock, senare tillbyggd. Kyrkobyggnaden har enligt med det bland fransciskanerna gängse byggnadssättet två skepp. Dess officiella namn är Heliga Korsets kyrka och blev församlingskyrka för raumoborna först efter reformationen. Under medeltiden hade stadsborna en annan stenkyrka i bruk vid namn Heliga Treenighetskyrkan, byggd på 1350-talet, men den är sedan länge i ruiner. Till det heliga korsets kult hörande helgonbilder förvarades från högtid till högtid i ett vid konventskyrkan uppfört litet kapell, som ännu står kvar norr om kyrkan.
Om konventet känner man jämförelsevis litet. Att det dock var nog så förmöget framgår därav, att det besatt flera lantgods. Konventsbröderna har tillskrivits förtjänsten att ha grundlagt en på orten intill våra dagar fortärvd konstslöjd, nämligen spetsknypplingen. Medelbart ha de antagligen gjort det genom att för ändamålet låta utbilda instruktriser, möjligen hos de från Vadstena kloster till Nådendals kloster flyttade nunnorna, eftersom denna konstflit ansågs förtjänt att uppmuntras med hänsyn till spetsarnas användande som sirater till kyrkoskrudar. Av kvarlevor för konventstiden förvaras ännu i kyrkan rökelsekaret, vilket anses för ett av de vackraste bland dem, som finns i behåll i Finland. Det är till färgen gult och har formen av en gotisk korskyrka, samt torde datera sig från början av 1400-talet. Även korvalvet är ännu betäckt med symmetriskt fördelade kalkmålningar från samma århundrade, dock av en enklare karaktär. 
År 1538 utdrevs konventsbröderna och konventet gjordes till boställe åt den lutherske kyrkoherden. Vid sidan av det ovan nämnda rökelsekaret, kvarlämnades vid Gustav Vasas konfiskation i Raumo 1558 en kalk, helt och hållet av koppar (dessutom tillkom senare en förgylld kopparkalk, som hade konfiskerats i Nykyrko i Egentliga Finland samma år), däremot gick den hårt mot ciboriebeståndet då bland annat sakramentskar och öffleteskar (oblatkar) togs. Sammantaget konfiskerades från staden på 1550-talet ett stort antal förgyllda och oförgyllda kalkar med patener, dessutom monstrans, kronor, kors, oljekar och en knapp som eventuellt hade tillhört en kåpa. I den finländska rikshälften hade franciskanerna även konvent i Viborg (omnämnt 1403) och på Kökar (omnämnt 1472).